# Van Houtenkerk
De Van Houtenkerk is een kerkgebouw in de Noord-Hollandse stad Weesp. Deze kerk wordt ook wel het 'chocoladekerkje' genoemd aangezien het in opdracht van de dames J. S. en H.C. van Houten (chocoladefabriek) werd gebouwd. De bouw vond plaats op het terrein van een gesloopte villa van Van Houten aan de Oudegracht. In de 15e en 16e eeuw stond op deze plaats het klooster met bijbehorende kapel het "Oude Convent".
De eerste bouwtekeningen van de kerk dateren uit 1904 naar een ontwerp van B.J. Ouëndag. De kerk is gebouwd in overgangsarchitectuur met veel neoromaanse stijlmotieven. In het interieur zijn ook rationalistische en jugendstil-elementen aanwijsbaar. Aan de zijde van de apsis (de oostzijde) zijn de consistorie en pastorie aangebouwd. De inwijding van de kerk vond plaats op 9 december 1906. Tegelijkertijd met de bouw van de kerk werd een bewaarschool opgezet.
In 1940 werd de kerk door Van Houten aan de Vrijzinnige Geloofsgemeenschap NPB geschonken.
Het kerkgebouw is sinds 1999 een rijksmonument.
Stadsherstel Amsterdam is in 2010 eigenaar geworden van de Van Houtenkerk. Deze kerk is gebouwd op het voormalig fabrieksterrein van het chocolade imperium van Van Houten. De gezusters Van Houten lieten het bouwen en schonken het in 1940 aan de Nederlandse Protestanten Bond (NPB) en zij schonken het op hun beurt weer aan Stadsherstel. Het gebouw is te huur voor allerlei (culturele) activiteiten.